# Walter Gubler
Pour les articles homonymes, voir Gubler.
Walter Bruno Gubler (né en 1965 à Olten) est un mathématicien suisse.

## Formation et carrière
Walter Gubler étudie les mathématiques à l'École polytechnique fédérale de Zurich (EPFZ) et obtient son diplôme en 1989. Il y est alors assistant et obtient son doctorat en 1992 sous la direction de Gisbert Wüstholz (de) avec une thèse intitulée « Höhentheorie ». 
En tant que post-doctorant il est à l'université de Princeton avec Enrico Bombieri et à l'université Humboldt de Berlin. En 2003, il obtient son habilitation à l'EPFZ (Basic properties of heights of subvarieties : Propriétés fondamentales des hauteurs des sous-variétés).[réf. souhaitée]
Il est chargé de cours à la TU Dortmund et professeur invité à l'Université Humboldt avant de devenir professeur à l'université de Southampton en 2009. Il rejoint l'université Eberhard Karl de Tübingen la même année, puis est nommé professeur à l'université de Ratisbonne[réf. souhaitée].

## Travaux
Walter Gubler travaille dans le domaine de la géométrie algébrique arithmétique et traite de la théorie des nombres, qui contient certains des problèmes ouverts les plus importants en mathématiques. En particulier, il s'agit du comportement solution des équations diophantiennes : là, la conjecture de Bogomolov (d'après Fiodor Alekseïevitch Bogomolov) stipule que les solutions de telles équations sont discrètes dans certains cas. Un projet DFG de Gubler aborde également ce problème. En 1998, Emmanuel Ullmo et Shou-Wu Zhang ont prouvé la conjecture de Bogomolov sur les corps de nombres et pour les courbes enchâssées dans leur variété jacobienne. Gubler a prouvé la conjecture pour les sous-variétés fermées des variétés abéliennes (au lieu de la conjecture originale pour l'intégration dans les variétés jacobiennes) qui remplissent une exigence supplémentaire. Dans sa preuve, il a utilisé la géométrie tropicale.

## Prix et distinctions
En 2010, il reçoit le prix Joseph L. Doob pour son livre avec Enrico Bombieri sur les fonctions de hauteur en géométrie diophantienne.

## Publications
- (en) Enrico Bombieri et Walter Gubler, Heights in Diophantine Geometry, Cambridge, Cambridge University Press, 2001, 652 p. (ISBN 978-0-511-54287-9, 9780521846158 et 9780521712293, DOI 10.1017/cbo9780511542879, lire en ligne).
- The Bogomolov conjecture for totally degenerate abelian varieties, Inventiones mathematicae, Vol.169, 2007, pp.377-400, Arxiv.
- Tropical varieties for non-archimedean analytic spaces, Inventiones mathematicae, Vol.169, 2007, pp.321–376, Arxiv.
- A guide to tropicalizations; in 'Algebraic and Combinatorial Aspects of Tropical Geometry, Contemporary Mathematics, Volume 589, Amer. mathématiques Soc., 2013, pp. 125-189, Arxiv.